# Scopocira dentichelis
Scopocira dentichelis är en spindelart som beskrevs av Simon 1900. Scopocira dentichelis ingår i släktet Scopocira och familjen hoppspindlar. Inga underarter finns listade i Catalogue of Life.